# Jesús Julio Carnero
Jesús Julio Carnero García (Aspariegos, 5 de marzo de 1964) es un político español, actual alcalde de Valladolid y senador en la XV legislatura.
Ocupó el cargo de presidente de la Diputación de Valladolid desde las elecciones municipales de 2011 hasta 2019, ejerciendo posteriormente como consejero de Agricultura (2019-2022) y de Presidencia (2022-2023) de la Junta de Castilla y León

## Biografía

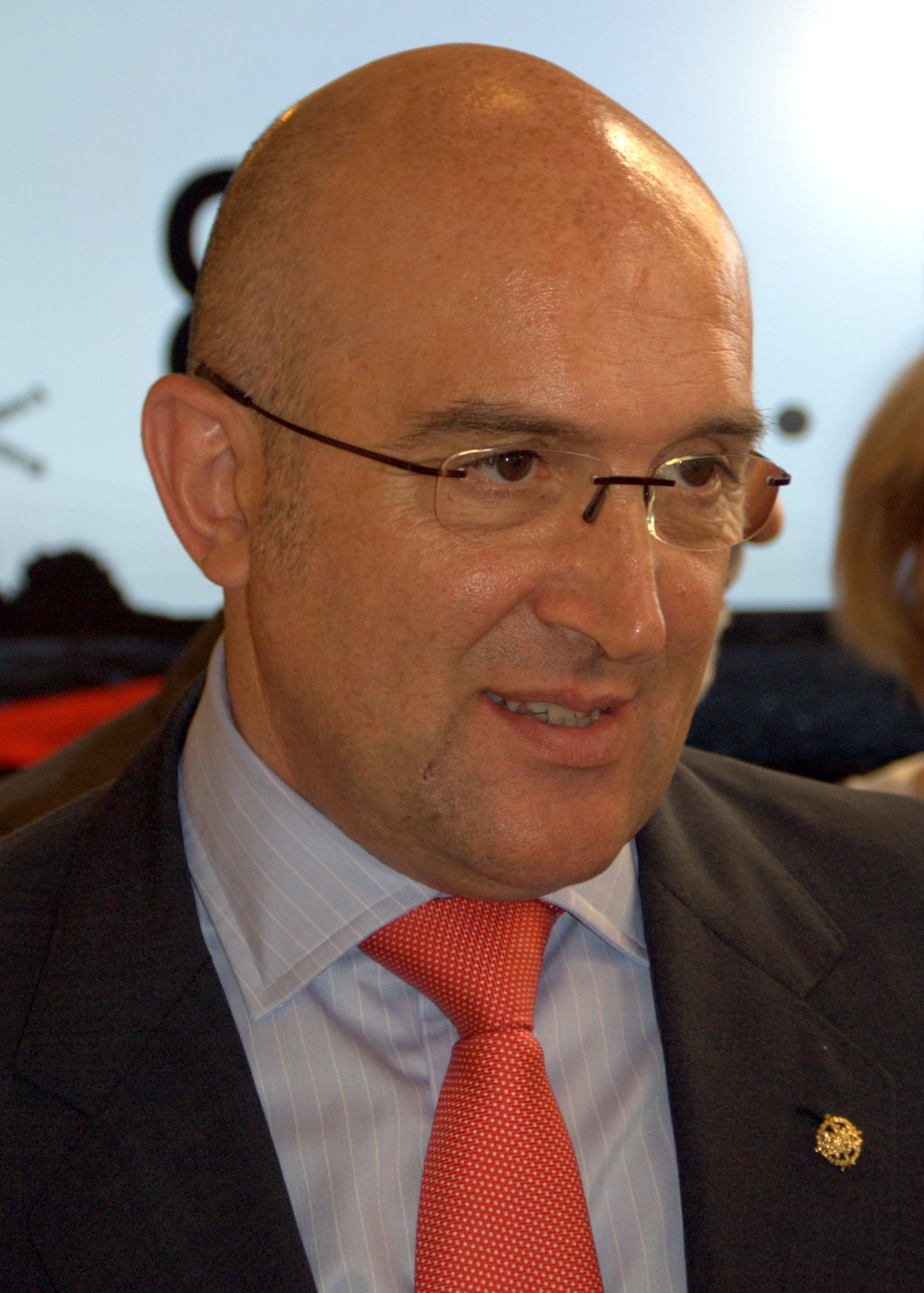
Jesús Julio Carnero en el año 2011.

Nacido en la localidad zamorana de Aspariegos en 1964, Carnero pasó la mayor parte de su infancia en la localidad vallisoletana de Corcos del Valle, hasta que el domicilio familiar se traslada a Valladolid. Es licenciado en Derecho por la Universidad de Valladolid y pertenece al Cuerpo Superior de la Administración de Castilla y León. 
Ha trabajado en la administración central, autonómica y local. En el Gobierno de España, como asesor ejecutivo del Secretario de Estado de Organización Territorial del Ministerio de Administraciones Públicas. En la Junta de Castilla y León, en diversos puestos, destacando los de Secretario General de la Consejería de Fomento (2003-2011), presidente de la Junta Consultiva de Contratación Administrativa de Castilla y León, presidente del Consejo de Urbanismo de Castilla y León, Consejero de Agricultura, Ganadería y Desarrollo Rural (2019-2022) y Consejero de la Presidencia (2022-2023). En el ámbito local, fue presidente de la Diputación Provincial de Valladolid (2011-2019).
Ha desempeñado diferentes responsabilidades orgánicas en el Partido Popular, principalmente de secretario general de Valladolid (2012-2017) y de presidente de Valladolid, este último hasta la actualidad, tras ganar las elecciones primarias de su partido en mayo de 2017.
De cara a las elecciones municipales del 28 de mayo de 2023 Carnero fue elegido candidato a la alcaldía de Valladolid por el Partido Popular. Su formación obtuvo 11 concejales de 27, los mismos que logró la lista más votada, la del alcalde Óscar Puente (PSOE). Tras alcanzar un pacto de gobierno con los tres concejales de Vox en el consistorio, Carnero fue investido alcalde el 17 de junio de 2023. Concurrió como cabeza de lista del Partido Popular al senado por la provincia de Valladolid en las elecciones generales de julio de 2023, resultando elegido.